# Sensu stricto и sensu lato
Sensu stricto (в «узком» смысле) и sensu lato (в широком смысле) — латинские выражения, добавляемые к названию таксона для уточнения его подразумеваемого объёма. Обычно они используются, если есть более-менее общепринятые широкая и узкая трактовки объёма таксона.
При написании обычно сокращаются до s. str. (или s. s.) и s. l. соответственно. Сокращения латинских слов принято писать простым шрифтом (не курсивом-италиком), например, sp. nov. - species nova.
Например, выражение Arthropoda s. str. относится к группе, объединяющей только те таксоны, которые несомненно принадлежат к членистоногим (трилобитообразные, хелицеровые, ракообразные, многоножки и насекомые), в то время как выражение Arthropoda s. l. может относиться к группе, охватывающей, помимо перечисленных, таксоны не вполне ясного систематического положения: тихоходок и первичнотрахейных.
Другой пример использования обозначений s. l. и s. s. (s. str.) касается работы с комплексами видов-двойников, которые ранее были описаны как один вид. Так, в начале XIX века был описан вид малярийных комаров Anopheles maculipennis Meigen, 1818. Использование цитогенетических и биохимических методик позволило установить, что этот таксон имеет сложную структуру и в действительности включает около двух десятков общностей видового ранга. В данном случае, выражение Anopheles maculipennis s. l. относится к названию комплекса видов, а Anopheles maculipennis s. s. к одному конкретному виду этой группы, сохранившему за собой первоначальное название.